# Spelaeochernes gracilipalpus
Spelaeochernes gracilipalpus es una especie de arácnido  del orden Pseudoscorpionida de la familia Chernetidae.

## Distribución geográfica
Se encuentra en Brasil.